# Bertrand Cantat
Bertrand Lucien Bruno Cantat (Pau, Pirineos Atlánticos; 5 de marzo de 1964) es un cantante francés. 
Fue el líder del grupo de rock Noir Désir, que tuvo un gran éxito desde finales de los 80 hasta principios de los 2000.
En 2003, asesinó a su pareja, Marie Trintignant, en Lituania. Condenado a ocho años de prisión, se le concedió la libertad condicional en 2007, y luego la libertad plena en julio de 2010.

## Vida
Hijo de un oficial de la marina, pasó su infancia en Le Havre. Su familia se trasladó a Burdeos durante su adolescencia y fue en el Licée Saint-Genès donde conoció a Denis Barthe, Serge Teyssot-Gay y Frédéric Vidalenc, quienes pronto se convirtieron en miembros de su banda musical. Entre las primeras influencias de Cantat se encuentran MC5, The Gun Club y The Doors. En 1997 se casó con Krisztina Rády, con quien tuvo dos hijos. Su primer hijo, Théo, nació en 1998 y su segundo hijo en 2003.
En la cumbre del éxito de su banda Noir Désir, a mediados de los 90, Cantat fue una de las figuras más importantes de la música francesa. Su ideología política, marcadamente de izquierdas, hizo que se posicionara contra el fascismo, y contra la invasión de Irak en 2003.
Ingresó en prisión en 2004, debido a que en julio de 2003 asesinó a su novia, la actriz Marie Trintignant, con quien llevaba una relación de 18 meses, tras propinarle una brutal paliza en un hotel de Vilna, Lituania. Ella murió días después a consecuencia de un edema cerebral, tras lo cual fue sentenciado a 8 años de cárcel por homicidio involuntario.
El informe final de los forenses indica que el edema cerebral fue consecuencia directa de los golpes recibidos en la cara, así como de múltiples y violentas sacudidas. La autopsia descartó una caída como causa de la muerte, tal y como aseguraba que sucedió el cantante, quien afirmó que todo fue un accidente.
Tras concedérsele permisos de salida puntuales durante 2007 por su comportamiento "modélico", solicitó la libertad condicional. El 15 de octubre del mismo año, salió de prisión, teniendo que someterse a medidas de control psicológico y mental durante un año y estándole prohibido comentar públicamente los sucesos ocurridos.
El 10 de enero de 2010, su exmujer, Krisztina Rády, con quien tuvo dos hijos, se suicidó al ahorcarse en su habitación mientras Cantat dormía en la misma casa.

## Discografía en solitario
- 1993: Hunger of a Thin Man de Théo Hakola
- 1995: No Reprise de A Subtle Plague
- 1997: Low Estate des Sixteen horsepower
- 1998: Imafa de Akosh S. Unit
- 1998: 1000 Vietnam de Giorgio Canali
- 1999: Élettér de Akosh S. Unit
- 1999: Black session de Yann Tiersen
- 2000: Irvi de Denez Prigent
- 2001: Kebelen de Akosh S. Unit
- 2001: Hoarse des Sixteen horsepower
- 2002: Oulipop de Frandol.
- 2011: Chœurs con Pascal Humbert, Bernard Falaise, Alexander MacSween

## Participaciones
- 1993: Hunger of a Thin Man con Théo Hakola
- 1995: No Reprise con A Subtle Plague
- 1997: Low Estate con 16 Horsepower
- 1998: Imafa con Akosh S. Unit
- 1998: 1000 Vietnam con Giorgio Canali
- 1999: Élettér con Akosh S. Unit
- 1999: Black Session con Yann Tiersen
- 2000: Irvi con Denez Prigent
- 2000: L'Iditenté con Les Têtes Raides (álbum Gratte Poil)
- 2001: Kebelen con Akosh S. Unit
- 2001: Kékéland con Brigitte Fontaine (título Bis Baby Boum Boum)
- 2001: Hoarse con 16 Horsepower
- 2002: Oulipop con Frandol
- 2002: Ah le monde ! con Per Grazia Ricevuta
- 2009: À tout moment la rue con Eiffel
- 2009: Ciels con Wajdi Mouawad (teatro)
- 2011: Danser sous la tempête con Souleymane Diamanka
- 2011: L'un n'empêche pas l'autre con Brigitte Fontaine (título Les Vergers)
- 2011: Bar-Bari con L'Enfance Rouge (título Vengadores)
- 2011: The Geeks and the Jerkin' Socks con Shaka Ponk (título Palabra Mi Amor)
- 2012: Folila con Amadou y Mariam (6 títulos)